# 江戸城天守を再建する会
江戸城天守を再建する会（えどじょうてんしゅをさいけんするかい）は、明暦の大火で焼失した江戸城の天守の再建を目指すNPO法人。

## 沿革
- 2004年 - 任意団体「江戸城再建を目指す会」設立
- 2005年 - 任意団体「第一回　通常総会」開催
- 2006年 - 東京都の認証を得て、NPO法人設立を登記
- 2010年 - 江戸城寛永度天守復元図完成報告会開催
- 2013年 -「江戸城再建を目指す会」を「江戸城天守を再建する会」に名称変更
- 2018年 - 事務所の移転
- 2019年
  - 4月1日 - 江戸城天守のARによる復元プロジェクトが、グランドファンティングで開始
  - 6月26日 - しかし目標金額の1千万に届かずグランドファンティングは終了。その後、文化庁で文化多言語解説整備補助金の申請を行い、事業採決された。
  - 11月6日 - 首里城復興支援の開始
- 2020年
  - 1月14日 - 文化庁の文化多言語解説整備事業として、文化庁の補助金と支援者からの寄付金により、日本語・英語・中国語・韓国語・フランス語・イタリア語の計6ヶ国語解説付きの江戸城天守再現アプリの制作再開。
  - 3月19日 - 江戸城天守再開ARアプリの完成
- 2021年12月6日 - 「認定特定非営利活動法人」となる。
- 2023年 - 江戸城アンバサダーに野々宮花さん・輝星【ステミレイツ】さん・楓さんの計3名が選抜。アニメ風キャラ「徳川くん」誕生。
- 2024年
  - 9月2日〜10月31日 -「江戸城天守の軸組模型を透明ケースに入れて展示会等で公開」をグランドファンティングで開始
  - 10月31日 - 江戸城天守の軸組の公開を促進するためのグランドファンティングが終了。目標金額の100万には届かなかったがギリギリ制作に必要な資金を調達。
- 2024年12月16日- ジオテクロジーズ社から歩いて健康維持・江戸城再建を支援するためのアプリ「江戸城再建WALKERS」がリリース。